# Otto Lederer
Otto Lederer (Praga, 17 aprile 1886 – Woodland Hills, 3 settembre 1965) è stato un attore statunitense.

## Filmografia parziale
- Quantrell's Son, regia di Robert Thornby (1914)
- A Natural Man, regia di Ulysses Davis (1915)
- Captain of the Gray Horse Troop, regia di William Wolbert (1917)
- The Flaming Omen, regia di William Wolbert (1917)
- Aladdin from Broadway, regia di William Wolbert (1917)
- The Magnificent Meddler, regia di William Wolbert (1917)
- By Right of Possession, regia di William Wolbert (1917)
- Over the Garden Wall, regia di David Smith (1919)
- The Spenders, regia di Jack Conway (1921)
- The Avenging Arrow, regia di William Bowman e W.S. Van Dyke (1921)
- Without Benefit of Clergy, regia di James Young (1921)
- White Eagle, regia di Fred Jackman e W. S. Van Dyke (1922) - serial
- Your Friend and Mine, regia di Clarence G. Badger (1923)
- Il mago di Oz (The Wizard of Oz), regia di Larry Semon (1925)
- Borrowed Finery, regia di Oscar Apfel (1925)
- The Cruise of the Jasper B, regia di James W. Horne (1926)
- That Model from Paris, regia di Louis J. Gasnier (1926)
- Il cantante di jazz (The Jazz Singer), regia di Alan Crosland (1927)
- Il re dei re (The King of Kings), regia di Cecil B. DeMille (1927)
- Musica classica (You're Darn Tootin'), regia di E. L. Kennedy (1928)
- Celebrity, regia di Tay Garnett (1928)
- Gun Law, regia di Lewis D. Collins (1933)